# Abchazská autonomní sovětská socialistická republika
Abchazská autonomní sovětská socialistická republika (rusky Абхазкая Aвтономная Советская Социалистическая Республика, abchazsky Аҧснытәи Автономтә Советтә Социалисттә Республика, gruzínsky აფხაზეთის ავტონომიური საბჭოთა სოციალისტური რესპუბლიკა – abchazetis avtonomiuri sabčoti socialisturi respublika) zkráceně Abchazská ASSR, byla autonomní socialistická republika, která byla zřízena v rámci Gruzínské SSR, která byla součástí Sovětského svazu.

## Historie
Abchazská ASSR vznikla v roce 1931 degradací svazové republiky Abchazské SSR na autonomní republiku podřízenou gruzínské jurisdikci. Abchazové, původní obyvatelé Abcházie, byli však pod nadvládou gruzínských bolševiků vystaveni tvrdé gruzifikaci a na jejich území se začali v rámci politiky řízené imigrace stěhovat Gruzínci, což vedlo k častým národnostním třenicím a Abchazové navíc začali ztrácet vliv na politiku v zemi, která prakticky přešla do gruzínských rukou. Během Velké vlastenecké války se Abchazové proti poměrům v Abchazské ASSR začali bouřit, ale jejich snaha o změnu poměrů vedla k velkým represím, zákazu používání abcházštiny na veřejnosti a dokonce i k zavření abchazských škol. Dokonce i abchazské písmo bylo proti vůli Abchazů upraveno podle gruzínštiny. Tato situace však pouze vedla k nenávisti Abchazů vůči Gruzíncům. Po smrti Stalina se sice situace výrazně zlepšila a abchazské školy byly znovu otevřené, přesto se v letech 1957, 1967 a 1978 abchazská politická reprezentace pokusila sepsáním žádosti o přechod Abchazské ASSR z gruzínské jurisdikce pod ruskou. Při posledním pokusu v roce 1978 žádost přepracovali a požadovali navrácení statutu svazové republiky, čímž by se Abcházie odtrhla od Gruzie. Abchazská veřejnost ten rok podpořila své vedení mohutnými protesty proti gruzínské nadvládě, takže situaci musel řešit moskevský Ústřední výbor KSSS. Ten zajistil ústupky vůči abchazskému obyvatelstvu a velké dotace na podporu místního školství a kultury. Jenže napětí mezi oběma národy bylo již natolik velké, že ani to nedokázalo národnostní spory vyřešit. Navíc v 80. letech začaly sílit nacionalistické cítění veškerého obyvatelstva v Sovětském svazu. V roce 1989 vypukly nepokoje v Suchumi, které o tři roky později přerostly v ozbrojený Gruzínsko-abchazský konflikt. Ten se naplno rozhořel dne 23. července 1992, kdy Abcházie pod vedením Vladislava Ardzinby vyhlásila nezávislost na Gruzii.

## Seznam představitelů Abchazské ASSR
První tajemník komunistické strany Abcházie
- Vladimir K. Ladarija (1931 – leden 1936)
- Alexej Sergejevič Agrba (leden 1936 – únor 1937)
- Kiril Georgjevič Bečvaja (únor 1937 – 1940)
- Michail Ivanovič Baramija (1940–1943)
- Akaky Ivanovič Mgeladze (1943–1951)
- Šota Dmitrijevič Getija (1951–1953)
- I.K. Tarba (1953–1955)
- Otar Davidovič Gociridze (leden 1956 – únor 1958)
- Michail Timurovič Bgažba (únor 1958 – září 1965)
- Valerian Osmanovič Kobachija (září 1965 – 1975)
- Valerij Michailovič Chintba (1975 – únor 1978)
- Boris Viktorovič Adlejba (únor 1978 – 6. dubna 1989)
- Vladimir Filippovič Chišba (6. dubna 1989 – 1990)

Předseda abchazského ústředního výkonného výboru
- Nestor Apollonovič Lakoba (duben 1930 – 28. prosince 1936)
- Alexej Sergejevič Agrba (únor 1937 – září 1937)
- Avxenti Narikovič Rapava (2. listopadu 1937 – 30. listopadu 1938)

Předseda prezidia Nejvyššího sovětu Abchazské ASSR
- Michail Konstantinovič Dělba (1938–1953)
- Andrej Maximovič Čočua (1953–1958)
- Bagrat Vasiljevič Šinkuba (únor 1958 – duben 1978)
- Valerian Osmanovič Kobachija (duben 1978 – 1989)

Předseda Nejvyššího sovětu
- Valerian Osmanovič Kobachija (1989–1990)
- Vladislav (Grigorjevič) Ardzinba (4. prosince 1990 – 23. července 1992)

Předseda Rady lidových komisařů Abcházie
- Nestor Apollonovič Lakoba (1922 – prosinec 1936)
- Alexej Sergejevič Agrba (únor 1937 – září 1937)
- Avxenti Narikovič Rapava (listopad 1937 – 1938)
- Konstantin Georgijevič Čičinadze (1938–1943)
- Alexandr Jordanovič Mirzchulava (1943 – březen 1946)

Předseda Rady ministrů
- Alexandr Jordanovič Mirzchulava (březen 1946 – 1950)
- Michail Konstantinovič Dělba (1950–1953)
- Archip Mironovič Labachua (1953–1957)
- Michail Timurovič Bgažba (1957 – únor 1958)
- Michail Gerasimovič Čikovany (únor 1958 – 25. května 1967)
- Pavel Georgijevič Gilašvili (1967–1972)
- Boris Gerasimovič Gigiberia (1972–1973)
- Šota Michailovič Tatarišvili (květen 1973 – 1975)
- Avtandil Petrovič Sakvarelidze (1975–1978)
- Juza Džachojevič Ubilava (září 1978 – duben 1987)
- Otar Georgijevič Zuchbaja (duben 1987 – červenec 1989)
- Givi Ančabadze (červenec 1989 – květen 1990)
- Vladimir Tačevič Mikanba (květen 1990 – 5. května 1992)

Předseda vlády
- Važa Zarandija (5. května 1992 – 18. srpna 1992)